# Llista de monuments de Cabrera de Mar
Llista de monuments de Cabrera de Mar inclosos en l'Inventari del Patrimoni Arquitectònic de Catalunya per al municipi de Cabrera de Mar (Maresme). Inclou els inscrits en el Registre de Béns Culturals d'Interès Nacional (BCIN) amb la classificació de monuments històrics, els béns culturals d'interès local (BCIL) de caràcter immoble i la resta de béns arquitectònics integrants del patrimoni cultural català.
| Monument                            | Protecció   | Estil/època                                | Localització                                                     | Coordenades                                          | Codi?         | Imatge |
| ----------------------------------- | ----------- | ------------------------------------------ | ---------------------------------------------------------------- | ---------------------------------------------------- | ------------- | --- |
| Castell de Burriac                  | BCIN 564-MH | XII-XV                                     | Cabrera de Mar Turó de Burriac                                   | 41° 32′ 15″ N, 2° 23′ 14″ E / 41.5375°N,2.387222°E   | RI-51-0005215 | Castell de Burriac (Cabrera de Mar) · Vegeu més fotos d'aquest monument · Carregueu una nova foto d'aquest monument                |
| Ajuntament i escoles municipals     |             | Noucentisme Bonaventura Bassegoda XX Inici | Cabrera de Mar Pl. de l'Ajuntament                               | 41° 31′ 34″ N, 2° 23′ 36″ E / 41.52599°N,2.39331°E   | IPA-8343      | Ajuntament i escoles municipals (Cabrera de Mar) · Vegeu més fotos d'aquest monument · Carregueu una nova foto d'aquest monument   |
| Can Lladó                           | BCIL 1993   | Obra popular, gòtic tardà XVI              | Cabrera de Mar Camí de Can Segarra                               | 41° 31′ 50″ N, 2° 23′ 29″ E / 41.53069°N,2.3914°E    | IPA-8344      | Can Lladó (Cabrera de Mar) · Vegeu més fotos d'aquest monument · Carregueu una nova foto d'aquest monument                         |
| Font                                |             | Obra popular XX                            | Cabrera de Mar C. Anselm Clavé                                   | 41° 31′ 41″ N, 2° 23′ 34″ E / 41.52805°N,2.39284°E   | IPA-8345      | Font (Cabrera de Mar) · Vegeu més fotos d'aquest monument · Carregueu una nova foto d'aquest monument                              |
| Església parroquial de Sant Feliu   |             | Gòtic tardà XVI                            | Cabrera de Mar Pl. de l'Església                                 | 41° 31′ 41″ N, 2° 23′ 33″ E / 41.52794°N,2.39241°E   | IPA-8347      | Església parroquial de Sant Feliu (Cabrera de Mar) · Vegeu més fotos d'aquest monument · Carregueu una nova foto d'aquest monument |
| Can Dalmases, o Can Ros o Cal Conde | BCIL 1993   | Obra popular XVII                          | Cabrera de Mar C. Vilardaga - c. Mossèn Cinto                    | 41° 31′ 35″ N, 2° 23′ 42″ E / 41.5263°N,2.39488°E    | IPA-8348      | Can Dalmases (Cabrera de Mar) · Vegeu més fotos d'aquest monument · Carregueu una nova foto d'aquest monument                      |
| Les Ribes                           | BCIL 1993   | Barroc XVIII Mitjan                        | Cabrera de Mar Camí del Mig                                      | 41° 31′ 40″ N, 2° 25′ 00″ E / 41.52764°N,2.4168°E    | IPA-8349      | Les Ribes (Cabrera de Mar) · Modifica el valor a Wikidata · Carregueu una nova foto d'aquest monument                              |
| Can Rodon                           | BCIL 1993   | Obra popular XVI, XVIII                    | Cabrera de Mar La Riera - av. Pare Jaume Cat.                    | 41° 31′ 37″ N, 2° 23′ 34″ E / 41.52682°N,2.39265°E   | IPA-8350      | Can Rodon (Cabrera de Mar) · Vegeu més fotos d'aquest monument · Carregueu una nova foto d'aquest monument                         |
| Can Fontanals                       |             | Obra popular XVII                          | Cabrera de Mar C. Sant Joan                                      | 41° 31′ 45″ N, 2° 23′ 32″ E / 41.52927°N,2.39211°E   | IPA-8351      | Can Fontanals (Cabrera de Mar) · Vegeu més fotos d'aquest monument · Carregueu una nova foto d'aquest monument                     |
| Ca l'Arnau                          |             | Neoclassicisme-romàntic XIX Final, XX      | Cabrera de Mar Falda del Montcabrer                              | 41° 31′ 34″ N, 2° 23′ 28″ E / 41.52612°N,2.39119°E   | IPA-8352      | Ca l'Arnau (Cabrera de Mar) · Vegeu més fotos d'aquest monument · Carregueu una nova foto d'aquest monument                        |
| Can Prat                            |             | Obra popular XVII                          | Cabrera de Mar C. Sant Joan                                      | 41° 31′ 43″ N, 2° 23′ 31″ E / 41.52851°N,2.39205°E   | IPA-8353      | Can Prat (Cabrera de Mar) · Vegeu més fotos d'aquest monument · Carregueu una nova foto d'aquest monument                          |
| Ca l'Alsina                         | BCIL 1993   | Obra popular, gòtic tardà XVI              | Cabrera de Mar Ctra. Vilassar a Argentona                        | 41° 31′ 48″ N, 2° 24′ 21″ E / 41.52989°N,2.40582°E   | IPA-8354      | Ca l'Alsina (Cabrera de Mar) · Vegeu més fotos d'aquest monument · Carregueu una nova foto d'aquest monument                       |
| Ca n'Aimeric                        | BCIL 1993   | Obra popular, gòtic tardà XV, XVII         | Cabrera de Mar Veïnat d'Agell                                    | 41° 32′ 01″ N, 2° 24′ 03″ E / 41.53352°N,2.40086°E   | IPA-8355      | Carregueu una nova foto d'aquest monument                                                                                          |
| Torre Amatller                      | BCIL 1993   | Noucentisme XX                             | Cabrera de Mar Veïnat d'Agell                                    | 41° 32′ 07″ N, 2° 24′ 13″ E / 41.53523°N,2.40364°E   | IPA-8356      | Torre Amatller (Cabrera de Mar) · Vegeu més fotos d'aquest monument · Carregueu una nova foto d'aquest monument                    |
| Casa Mora d'Agell, o Can Miralpeix  | BCIL 1993   | Obra popular XVII                          | Cabrera de Mar Ctra. de Vilassar a Argentona                     | 41° 31′ 48″ N, 2° 24′ 22″ E / 41.53013°N,2.4061°E    | IPA-8358      | Casa Mora d'Agell (Cabrera de Mar) · Vegeu més fotos d'aquest monument · Carregueu una nova foto d'aquest monument                 |
| Can Mallol, o Can Mayol             | BCIL 1993   | Obra popular XVII                          | Cabrera de Mar Veïnat d'Agell                                    | 41° 32′ 04″ N, 2° 24′ 10″ E / 41.5344°N,2.40281°E    | IPA-8359      | Can Mallol (Cabrera de Mar) · Vegeu més fotos d'aquest monument · Carregueu una nova foto d'aquest monument                        |
| Can Moreu                           | BCIL 1993   | Obra popular XVII                          | Cabrera de Mar Veïnat d'Agell                                    | 41° 32′ 04″ N, 2° 24′ 18″ E / 41.53439°N,2.405°E     | IPA-8360      | Can Moreu (Cabrera de Mar) · Vegeu més fotos d'aquest monument · Carregueu una nova foto d'aquest monument                         |
| Ca n'Escarraman                     | BCIL 1993   | Obra popular XVII-XVIII                    | Cabrera de Mar Falda del Montcabrer                              | 41° 31′ 30″ N, 2° 23′ 23″ E / 41.52499°N,2.38977°E   | IPA-8361      | Ca n'Escarraman (Cabrera de Mar) · Vegeu més fotos d'aquest monument · Carregueu una nova foto d'aquest monument                   |
| Ermita de Santa Helena d'Agell      | BCIL 1993   | Gòtic XVI                                  | Cabrera de Mar Veïnat d'Agell                                    | 41° 32′ 03″ N, 2° 24′ 16″ E / 41.53428°N,2.40437°E   | IPA-8362      | Ermita de Santa Helena d'Agell (Cabrera de Mar) · Vegeu més fotos d'aquest monument · Carregueu una nova foto d'aquest monument    |
| Can Pujol                           | BCIL 1993   | Obra popular XVII                          | Cabrera de Mar Ctra. de Vilassar a Argentona                     | 41° 31′ 36″ N, 2° 24′ 23″ E / 41.52657°N,2.40649°E   | IPA-8363      | Can Pujol (Cabrera de Mar) · Modifica el valor a Wikidata · Carregueu una nova foto d'aquest monument                              |
| Can Suari, o Can Tatai              | BCIL 1993   | Obra popular XVII                          | Cabrera de Mar Veïnat d'Agell                                    | 41° 32′ 00″ N, 2° 24′ 01″ E / 41.53347°N,2.40031°E   | IPA-8364      | Can Suari (Cabrera de Mar) · Modifica el valor a Wikidata · Carregueu una nova foto d'aquest monument                              |
| Els Frares                          | BCIL 1993   | Obra popular XVII                          | Cabrera de Mar Veïnat d'Agell de Dalt                            | 41° 32′ 04″ N, 2° 24′ 12″ E / 41.53434°N,2.40335°E   | IPA-8367      | Els Frares (Cabrera de Mar) · Vegeu més fotos d'aquest monument · Carregueu una nova foto d'aquest monument                        |
| Can Bartomeu, o Can Miralles        | BCIL 1993   | Obra popular, gòtic tardà XV-XVI           | Cabrera de Mar Camí de Can Segarra                               | 41° 31′ 52″ N, 2° 23′ 29″ E / 41.53103°N,2.39126°E   | IPA-8369      | Can Bartomeu (Cabrera de Mar) · Vegeu més fotos d'aquest monument · Carregueu una nova foto d'aquest monument                      |
| Can Canal, o Can Miralles           |             | Obra popular XIII, XVI-XVII                | Cabrera de Mar Camí del Manantial                                | 41° 31′ 48″ N, 2° 23′ 18″ E / 41.53011°N,2.38847°E   | IPA-8370      | Carregueu una nova foto d'aquest monument                                                                                          |
| Ca l'Avelino                        |             | Obra popular XVII                          | Cabrera de Mar Falda del Montcabrer                              | 41° 31′ 41″ N, 2° 23′ 25″ E / 41.52819°N,2.3903°E    | IPA-8371      | Ca l'Avelino (Cabrera de Mar) · Vegeu més fotos d'aquest monument · Carregueu una nova foto d'aquest monument                      |
| Can Pau Ferrer, o Can Pau Diners    |             | Obra popular XVII                          | Cabrera de Mar C. Sant Joan                                      | 41° 31′ 21″ N, 2° 23′ 49″ E / 41.522402°N,2.396979°E | IPA-8372      | Carregueu una nova foto d'aquest monument                                                                                          |
| Capella de Sant Sebastià            | BCIL 1993   | Obra popular XVI                           | Cabrera de Mar Camí d'Agell, davant del cementiri                | 41° 31′ 47″ N, 2° 23′ 58″ E / 41.529700°N,2.399529°E | IPA-41730     | Capella de Sant Sebastià (Cabrera de Mar) · Vegeu més fotos d'aquest monument · Carregueu una nova foto d'aquest monument          |
| Ca n'Orriols d'Agell                | BCIL 1993   | Obra popular                               | Cabrera de Mar Trencall a la ctra. de Vilassar a Argentona, km 3 | 41° 31′ 44″ N, 2° 24′ 28″ E / 41.52899°N,2.40781°E   | IPA-41731     | Carregueu una nova foto d'aquest monument                                                                                          |
| Cal Rectoret                        | BCIL 1993   | Obra popular XVII-XVIII                    | Cabrera de Mar Camí Santa Elena, 3                               | 41° 31′ 50″ N, 2° 24′ 20″ E / 41.530614°N,2.405498°E | IPA-41732     | Cal Rectoret (Cabrera de Mar) · Vegeu més fotos d'aquest monument · Carregueu una nova foto d'aquest monument                      |
| Can Llorell                         | BCIL 1993   | Obra popular                               | Cabrera de Mar Pg. dels Vinyals, 9                               | 41° 31′ 24″ N, 2° 23′ 40″ E / 41.523235°N,2.394577°E | IPA-41733     | Can Llorell (Cabrera de Mar) · Vegeu més fotos d'aquest monument · Carregueu una nova foto d'aquest monument                       |
| Mas Terrillo                        | BCIL 1993   | Obra popular                               | Cabrera de Mar C. Xaloc, 8                                       | 41° 31′ 21″ N, 2° 23′ 46″ E / 41.522459°N,2.396013°E | IPA-41734     | Mas Terrillo (Cabrera de Mar) · Vegeu més fotos d'aquest monument · Carregueu una nova foto d'aquest monument                      |
| Mas Català                          | BCIL 1993   | Obra popular                               | Cabrera de Mar C. Jaume I, 3                                     | 41° 31′ 37″ N, 2° 23′ 41″ E / 41.526981°N,2.394764°E | IPA-41735     | Mas Català (Cabrera de Mar) · Vegeu més fotos d'aquest monument · Carregueu una nova foto d'aquest monument                        |
| Can Serra                           | BCIL 1993   | Obra popular XVI-XVII                      | Cabrera de Mar Camí de Cabrils, 2                                | 41° 31′ 38″ N, 2° 23′ 23″ E / 41.527091°N,2.389656°E | IPA-41736     | Carregueu una nova foto d'aquest monument                                                                                          |
| Can Mateu                           | BCIL 2015   |                                            | Cabrera de Mar C. Girona, 30                                     | 41° 31′ 32″ N, 2° 23′ 32″ E / 41.52553°N,2.39215°E   | IPA-47881     | Can Mateu (Cabrera de Mar) · Vegeu més fotos d'aquest monument · Carregueu una nova foto d'aquest monument                         |
| Elements gòtics de Can Pineda       | BCIL 2015   | Gòtic XIV-XVII                             | Cabrera de Mar C. Sant Joan, 37                                  | 41° 31′ 46″ N, 2° 23′ 29″ E / 41.52947°N,2.39150°E   | IPA-47882     | Elements gòtics de Can Pineda (Cabrera de Mar) · Vegeu més fotos d'aquest monument · Carregueu una nova foto d'aquest monument     |
| Can Valls                           | BCIL 2015   | XVII-XX                                    | Cabrera de Mar Camí de Santa Elena, 2                            | 41° 31′ 51″ N, 2° 24′ 20″ E / 41.53083°N,2.40548°E   | IPA-47883     | Can Valls (Cabrera de Mar) · Modifica el valor a Wikidata · Carregueu una nova foto d'aquest monument                              |